# Pavel Sergheev
Pavel Sergheev (în rusă Павел Васильевич Сергеев, Pavel Vasilievici Sergheev; n. 18 octombrie 1931, Tula, Rusia – d. 18 aprilie 2007) a fost un profesor rus, doctor habilitat în științe medicale, membru al Academiei Rusă de Stiinte Medicale. Laureat al Premiului de Stat al Rusiei (1997).
A absolvit N.I. Pirogov Universitatea Nationala Rusă Medicina Cercetare în Moscova în 1955. În 1966 a susținut teza de doctor habilitat.
A fost decorată cu Ordinul „Insigna de Onoare”.
În 1996 primește și titlul de om de știință emerit.
Este autor a peste 600 de lucrări științifice.